# Joseph-Désiré Job
Joseph-Désiré Job (ur. 1 grudnia 1977 w Vénissieux) – kameruński piłkarz występujący na pozycji napastnika.
Job ma czterech braci i jest najmłodszy wśród nich. Jego matka wyjechała z Kamerunu do Francji. Mieszkali w małym mieszkaniu, w bardzo ubogiej dzielnicy Lyonu.
Jak sam mówi, nie był złym uczniem w szkole. Zawsze ciągnęła go gra w piłkę. Jego ambicją było zostanie zawodowym piłkarzem i nie widział swojej przyszłości bez futbolu. Job ostatecznie chciał zostać lekarzem, ale tylko w przypadku niepowodzenia w karierze piłkarskiej. Już w wieku 5 lat zaczął kopać futbolówkę. Jak każdy chłopiec w jego wieku, na początku zaczynał grać na ulicy. Jego pierwszym klubem był lokalny Minguettes. Na jednym z turniejów wypatrzyli go szperacze Olympique Lyon. Zapytali się, czy mogą zabrać Joba i jego dwóch kolegów na testy. Kameruńczyk wypadł na sprawdzianie bardzo dobrze i dostał propozycję treningów w Lyonie. Dołączył do tej drużyny w wieku 10 lat. Rano musiał chodzić do szkoły, a po południu na treningi. Czasami było mu ciężko, ale zawsze znalazł coś, co dodawało mu motywacji do pracy. Zdawał sobie sprawę, że czeka go jeszcze długa i ciężka droga do sukcesu.

## Kariera
Debiutował w Ligue 1 2 sierpnia 1997, meczem z FC Metz, przegranym 0:1. Natomiast pierwszego gola strzelił w 16 minucie spotkania z Le Havre AC, 22 sierpnia tego samego roku, a Lyon wygrał to spotkanie 3:1. Swój pierwszy mecz w Pucharze Intertoto grał przeciwko Odrze Wodzisław. Jego dobry kolega Frédéric Kanouté również debiutował w tym spotkaniu. Debiut Joba był wielki. Strzelił hat-tricka, został bohaterem meczu i jego drużyna wygrała 5:1. Kanouté także wpisał się na listę strzelców. Jak sam Job podkreśla wiele razy, bardzo cenił i szanował Freddiego. Grali w tym samym czasie w Lyonie, a malijski piłkarz był dla niego, jak brat. Job strzelił jeszcze dwie bramki w Intertoto i Lyon dostał się do Pucharu UEFA. To był świetny sezon Joba, rozegrał wiele świetnych spotkań i na dobre wszedł do pierwszej drużyny Olympique. Dostał szansę gry w reprezentacji Francji Under-21, ale jego serce cały czas bije dla Kamerunu, dlatego piłkarz odmówił, argumentując, że większość jego rodziny nadal mieszka w państwie afrykańskim, że poznał dwie kultury i jednak postanawia być wierny narodowi, w którym się urodził. Później miał z tego powodu problemy z francuskimi menedżerami, którzy nie mogli zrozumieć podjętej przez niego decyzji.
Debiutował w reprezentacji Kamerunu w 1997 roku, na Wembley, przeciwko Anglii. Nieposkromione Lwy przegrały ten mecz 0:2, a dla Joba było to niezapomniane doświadczenie. Job zyskał sobie wiele przywilejów w narodzie z powodu podjętej decyzji o miłości do kameruńskich barw. W 1998 roku wziął udział w Pucharze Narodów Afryki, w którym Kamerun przegrał ćwierćfinał z Burkina Faso. Wielkimi krokami zbliżały się Mistrzostwa Świata. Kamerun jako cel stawiał sobie wyjście z grupy. Pierwszy mecz z Austrią zremisowany 1:1 nie przekreślał nadziei, jednak już porażka 0:3 z Włochami pozostawiła nikłe szanse na awans. Ostatni mecz i tylko remis z Chilijczykami odesłał reprezentację Claude Le Roya do domu.
Następnego roku nie było już tak dobrze. Job spędził większość czasu na ławce rezerwowych z uzasadnieniem, że nie pasuje do koncepcji gry i planów menedżera Bernarda Lacombe’a. Pod koniec sezonu 1998/1999 piłkarz zapytał o ttransfer. Latem 1999 ofertę odkupienia zawodnika złożyło RC Lens wykładając na stół dwa miliony funtów, na co działacze Lyonu odpowiedzieli pozytywnie i piłkarz zmienił pracodawcę. W Lens wiodło mu się bardzo dobrze, a meczem godnym uwagi było spotkanie Pucharu UEFA przeciwko 1. FC Kaiserslautern, które miało w składzie wiele gwiazd, między innymi Mistrza Świata 1998, Francuza Youriego Djorkaeffa. Pierwszy mecz u siebie Lens wygrało 2:1. W rewanżu było jeszcze łatwiej, co odzwierciedlał wynik 4:1 i awans do kolejnej fazy. Job strzelił hat-tricka, a te gole zwróciły uwagę działaczy klubów z Premiership. Ten sezon był bardzo udany dla Joba, większą część meczów grał w pierwszym składzie, strzelił nawet 4 bramki. W styczniu dostał powołanie do kadry Kamerunu na Puchar Narodów Afryki 2000, który odbywał się na boiskach Ghany i Nigerii i musiał opuścić klub. Kamerun wypadł na tym turnieju bardzo dobrze, przywożąc złoty medal (wygrana w finale z Nigerią 4:3, dopiero po rzutach karnych). To były jedne z najlepszych momentów jego kariery. Job był trochę zaniepokojony, bowiem podczas jego pobytu na PNA, napastnik, którym menedżer Didier Sénac zastąpił Kameruńczyka radził sobie bardzo dobrze. Kiedy Job wrócił z Afryki jego obawy się nie potwierdziły, jednak to była bardzo ciężka decyzja ówczesnego trenera Lens. Zbliżał się koniec sezonu. Job nie był zainteresowany transferem do innego francuskiego klubu, jednak kiedy ofertę złożyło Middlesbrough, przed Jobem otwarła się szansa zaistnienia w czołowym klubie angielskim. W młodości zawsze był podekscytowany meczami Premiership, jak sam mówi, to bardzo sławna liga, ze wspaniałymi klubami i pełnymi pasji kibicami. Gordon McQueen – piłkarz Manchesteru United i Leeds United pracował w Middlesbrough razem z Bryanem Robsonem. Od dłuższego czasu byli oni zainteresowani zatrudnieniem Kameruńczyka, a kiedy na własne oczy ujrzeli, wspomniany wcześniej, hat-trick przeciwko Kaiserslautern, długo się nad ofertą nie zastanawiali. Job trafił jeszcze na tydzień przedsezonowych testów, przed którymi zapewnił działaczy francuskiego klubu, że wróci do Lens, by grać tam dalej. Sytuacja zrobiła się bardzo niezręczna. Po kilku treningach i długotrwałych namowach działaczy Boro, Joba udało się przekonać na grę w Anglii i doszło do podpisania kontraktu. Chociaż zanotował bardzo dobry start w ekipie Bryana Robsona, strzelając gola przeciwko Coventry City, to pierwszy rok na Wyspach Brytyjskich był dla niego niezwykle trudny. Wszystko było nowe, mieszkał w nowym mieście, musiał uczyć się nowego języka i zapoznawać nowych przyjaciół. Mimo dobrego startu, Middlesbrough nie wiodło się najlepiej, a Job nie rozumiał, dlaczego nie gra w podstawowej jedenastce. Przez większą część sezonu musiał przyglądać się grającemu na jego pozycji Alenowi Bokšiciowi, który nie grał zbyt dobrze. Działacze Boro zdecydowali się na zmianę trenera i zatrudnili Terry’ego Venablesa. Job na wstępie zapytał nowego szkoleniowca, jak widzi jego szansę na grę w wyjściowej jedenastce, na co nowy trener odparł, że nie wie co myśleć. Widział kilka meczów Joba w rezerwach, jednak nie dawał mu wielu szans na grę. Nadszedł ostatni mecz sezonu, z West Ham United, w którym Job wpisał się na listę strzelców. Latem 2001 Steve McClaren został nowym szkoleniowcem Boro. Job miał zamiar zmienić klub. Trzy tygodnie przed startem sezonu McClaren wezwał Kameruńczyka na rozmowę. Chciał, żeby został w klubie, bo zasługuje jak każdy, by dać mu szansę. Kameruńczyk grał w trzech pierwszych meczach sezonu, lecz nie na pozycji, na której czuje się najlepiej, czyli na środku. Trener wystawiał go na prawej, bądź lewej flance, gdzie Job nie radził sobie zbyt dobrze. Middlesbrough grało słabo, a po porażce 0:4 u siebie z Arsenalem, a później z Boltonem i Evertonem, na McClarenie zaczęła ciążyć duża presja, więc potrzebne były zmiany. Dał znać Jobowi, że musi sprawdzić innych graczy na jego pozycji. Udało się zdobyć 7 punktów w trzech meczach i sytuacja trochę się uspokoiła. Menedżer dał znać piłkarzowi, że musi poczekać na kolejną szansę, ale Job nie chciał czekać. Zbliżał się Puchar Narodów Afryki i Mistrzostwa Świata, więc Job, chcąc wziąć udział w tych turniejach, musiał regularnie grać w klubie. Poprosił o wypożyczenie. W styczniu 2001 z propozycją wypożyczenia do końca sezonu wyszli działacze FC Metz, a Middlesbrough przystało na taką ofertę. Jego pierwszym meczem w Metz było pucharowe spotkanie z Saint-Seurin, wygrane 1:0 (19 stycznia 2002). W Ligue 1 jego pierwszy mecz to zwycięstwo 2:1 nad Bastią, 23 stycznia 2002. Ogółem, rozegrał 13 spotkań w Metz, dwa razy trafiając do siatki rywala.
Wielkimi krokami zbliżały się finały Mistrzostw Świata 2002, które były wielkim rozczarowaniem, zarówno dla samego Joba, jak i dla całej reprezentacji Kamerunu. Job zagrał jedynie 11 minut, wchodząc na końcówkę meczu z Niemcami, za Patricka M’Bomę. Nieposkromione Lwy zajęły dopiero trzecie miejsce w grupie, wygrywając jedynie z Arabią Saudyjską, a ulegając Niemcom i Irlandczykom. W 2003 roku Job uczestniczył w Pucharze Konfederacji. Kamerun doszedł aż do finału, w którym niefortunnie przegrał z Brazylią 0:1 po dogrywce. Złotego gola (bo wówczas jeszcze obowiązywała ta zasada) strzelił Thierry Henry.
Po Mistrzostwach Job zaczął szukać nowego pracodawcy, a że nie znalazł odpowiadającego mu klubu, wrócił do Middlesbrough. Bardzo korzystnie wypadł ze sparingach przedsezonowych i menedżer McClaren był z niego bardzo zadowolony. Przed sezonem do kadry Boro dołączył kolega Joba z reprezentacji Kamerunu – Geremi, sprowadzony z Realu Madryt. Do jego domu w Anglii przyjechał brat, który zawsze miał na niego dobry wpływ i dodawał mu pewności siebie, jak mówi Joseph-Désiré. Trener zaczął wystawiać Joba na jego ulubionej pozycji, czyli jako środkowego napastnik, a nie tak jak wcześniej, prawego czy też lewego. Job odwdzięczył się bardzo dobrą grą, zaskarbił sobie zaufanie trenera i wywalczył miejsce w podstawowym składzie. Przez trzy sezony rozegrał 75 meczów i strzelił 14 bramek. Dopiero w sezonie 2005/2006, kiedy to do klubu przybył Aiyegbeni Yakubu i Massimo Maccarone dla Kameruńczyka zaczęło brakować miejsca, dlatego też musiał sobie szukać nowego klubu. W styczniu ofertę wypożyczenia złożyli działacze Al-Ittihad Dżidda i piłkarz wyleciał do Arabii Saudyjskiej. Po sezonie na testy zaprosili go działacze Watfordu, jednak ostatecznie nie zaproponowali piłkarzowi kontraktu, a Job znalazł zatrudnienie w beniaminku Ligue 1 – CS Sedan. Pierwszy sezon gry w tym klubie był udany. Job strzelił dziewięć bramek i rozegrał 25 meczów. W sezonie 2007/2008 było znacznie gorzej, bo Kameruńczyk zaliczył jedynie 3 występy w pierwszym składzie, więc w przerwie zimowej zdecydował się na zmianę klubu. Jego nowym pracodawcą zostało OGC Nice. W latach 2008–2009 grał w katarskim Al-Kharitiyath, a od lata 2009 był piłkarzem Diyarbakırsporu. Następnie występował w Lierse SK, gdzie w 2011 roku zakończył karierę.

## Kariera w liczbach
| Sezon     | Klub               | Kraj             | Flaga            | Rozgrywki                 | Mecze | Bramki |
| --------- | ------------------ | ---------------- | ---------------- | ------------------------- | ----- | ------ |
| 1995/1996 | Olympique Lyon     | Francja          | Francja          | Ligue 1                   | 0     | 0      |
| 1996/1997 | Olympique Lyon     | Francja          | Francja          | Ligue 1                   | 0     | 0      |
| 1997/1998 | Olympique Lyon     | Francja          | Francja          | Ligue 1                   | 22    | 5      |
| 1998/1999 | Olympique Lyon     | Francja          | Francja          | Ligue 1                   | 19    | 6      |
| 1999/2000 | RC Lens            | Francja          | Francja          | Ligue 1                   | 24    | 4      |
| 2000/2001 | Middlesbrough F.C. | Anglia           | Anglia           | Premiership               | 13    | 3      |
| 2001/2002 | Middlesbrough F.C. | Anglia           | Anglia           | Premiership               | 4     | 0      |
| 2001/2002 | FC Metz            | Francja          | Francja          | Ligue 1                   | 13    | 2      |
| 2002/2003 | Middlesbrough F.C. | Anglia           | Anglia           | Premiership               | 28    | 4      |
| 2003/2004 | Middlesbrough F.C. | Anglia           | Anglia           | Premiership               | 24    | 6      |
| 2004/2005 | Middlesbrough F.C. | Anglia           | Anglia           | Premiership               | 23    | 4      |
| 2005/2006 | Middlesbrough F.C. | Anglia           | Anglia           | Premiership               | 1     | 0      |
| 2005/2006 | Al-Ittihad Dżidda  | Arabia Saudyjska | Arabia Saudyjska | Saudi Professional League | 28    | 9      |
| 2006/2007 | CS Sedan           | Francja          | Francja          | Ligue 1                   | 25    | 9      |
| 2007/2008 | OGC Nice           | Francja          | Francja          | Ligue 1                   | 9     | 0      |
| 2008/209  | Al-Kharitiyath     | Katar            | Katar            | Qatar Stars League        | 23    | 7      |
| 2009/2010 | Diyarbakırspor     | Turcja           | Turcja           | Süper Lig                 | 8     | 0      |
| 2009/2010 | Lierse SK          | Belgia           | Belgia           | Tweede klasse             | 5     | 3      |
| 2010/2011 | Lierse SK          | Belgia           | Belgia           | Eerste klasse             | 5     | 0      |